# Kvajáva

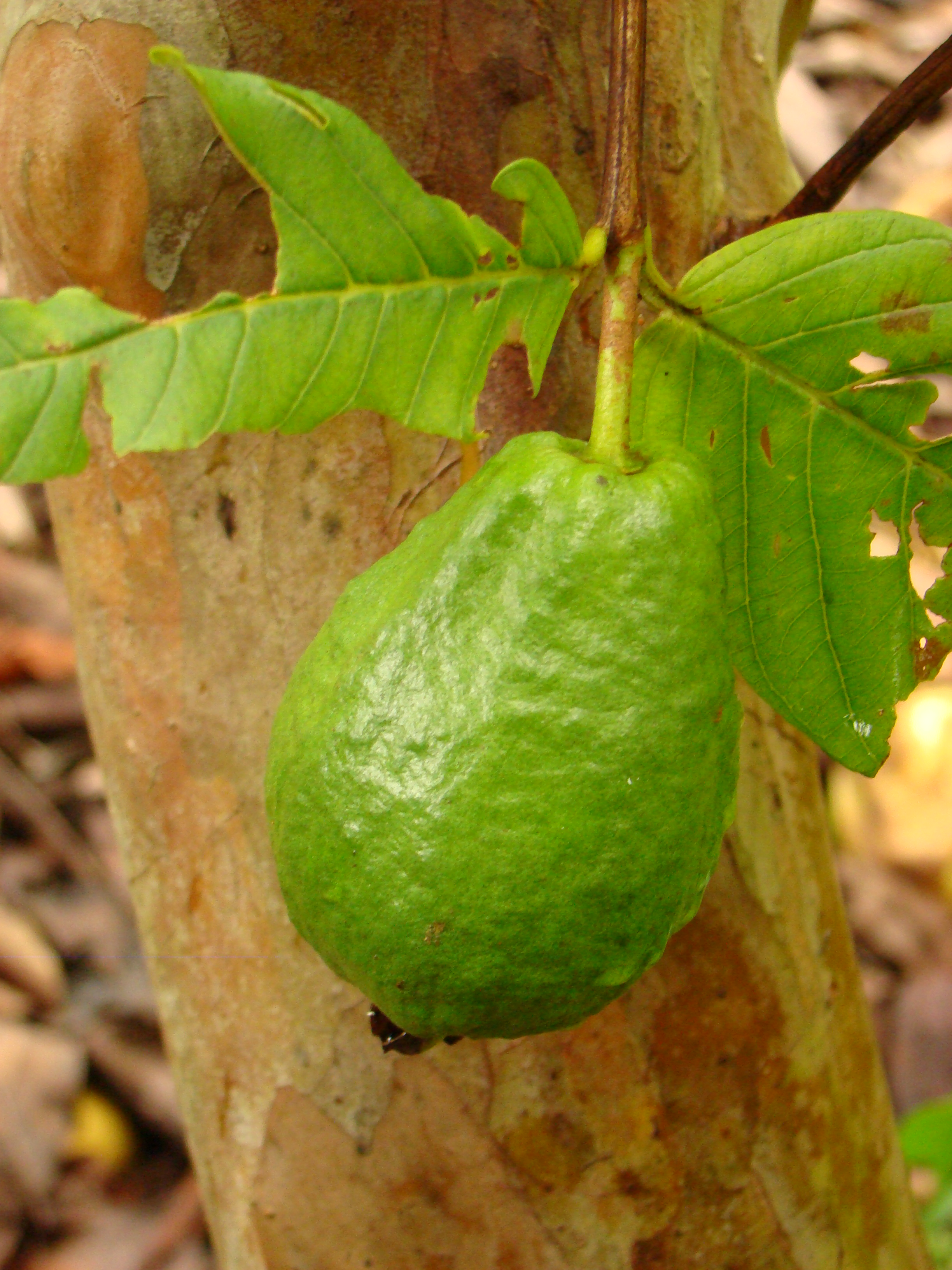
Zrající plod

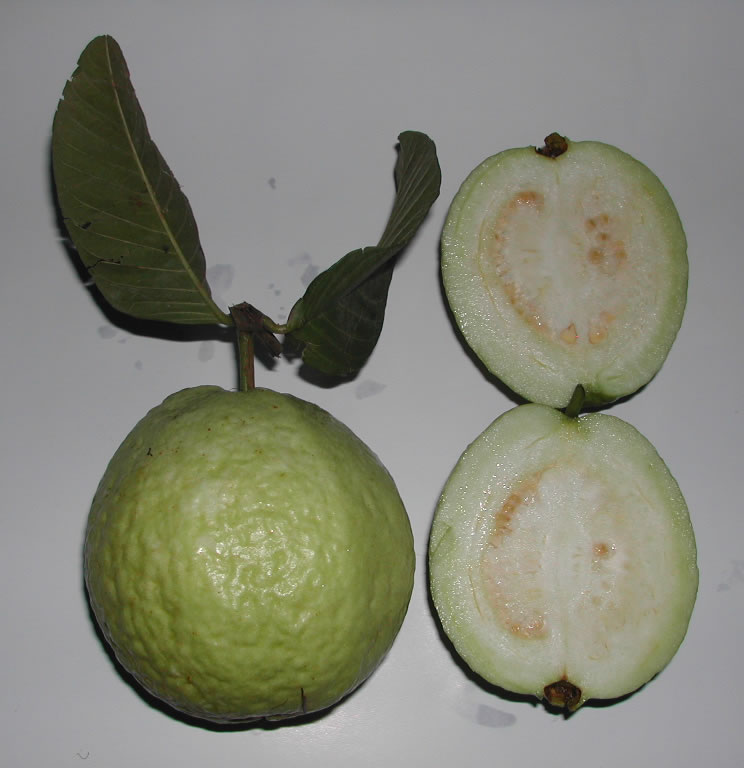
Celý a rozříznutý plod (nezralý)

Kvajáva (též guave) je ovoce stromu kvajáva hrušková (Psidium guajava) z čeledi myrtovitých, pocházejícího z Jižní Ameriky, kde jsou tyto plody velmi oblíbeným ovocem. Odtud se pěstování rozšířilo do dalších oblastí tropického pásma (Indie, do Středomoří a dále). Český název pochází ze španělského guayaba a je arawackého původu.
Plody mají kulovitý až hruškovitý tvar. Povrch bývá hrbolatý nebo hladký, lesklý, hustě pokrytý tečkami. Dužina plodu je žlutavě bílá až červená, šťavnatá, výrazné vůně. Chutí připomíná fíky a hrušky. Obsahuje množství malých tvrdých semen. Do Česka se dováží nejen čerstvé, ale i konzervované.
Ovoce kvajávy obsahuje asi 15 % cukrů. Má vysoký obsah vitaminu C – asi 5× více než citrony nebo pomeranče, vitaminu A a značné množství vápníku. Nezralé plody jsou zelené, plně dozrálé slámově žluté. Zralý plod se lehce poddá tlaku prstů.

## Obsah živin
| 100 g ovoce obsahuje: |              |  |
| energie               | 36 – 50 kcal |  |
| tekutina              | 77 – 86 g    |  |
| vláknina              | 2,8 – 5,5 g  |  |
| bílkovina             | 0,9 – 1,0 g  |  |
| tuky                  | 0,1 – 0,5 g  |  |
| sacharidy             | 9,5 – 10 g   |  |
| vápník                | 9,1 – 17 mg  |  |
| fosfor                | 17,8 – 30 mg |  |
| železo                | 0,6 – 0,7 mg |  |
| karoteny              | 200 – 400 IU |  |
| thiamin               | 0,046 mg     |  |
| riboflavin            | 0,03 mg      |  |
| niacin                | 0,6 – 1,1 mg |  |
| vitamín C             | 350 – 450 mg |  |

## Pěstování
| Produkce kvajávy v roce 2016         | Produkce kvajávy v roce 2016 |
| Stát                                 | miliony tun                  |
| ------------------------------------ | ---------------------------- |
| Indie                                | 18,8                         |
| Čína                                 | 4,7                          |
| Thajsko                              | 3,4                          |
| Mexiko                               | 2,2                          |
| Indonésie                            | 2,2                          |
| Pákistán                             | 1,6                          |
| Brazílie                             | 1,4                          |
| Svět                                 | 46,5                         |
| Source: Tridge Global Trade Platform |                              |

V roce 2016 bylo ve světě vypěstováno 46,5 milionu tun kvajávy, největším producentem byla Indie, která se na celkové produkci podílela 41 procenty. Dalšími producenty v pořadí byly Čína (10 %) a Thajsko (7 %).